# 礫川公園
礫川公園(れきせんこうえん)は、東京都文京区の公園。小石川台地の東端斜面に造られた西洋庭園風公園。

## 歴史
現在礫川公園のある場所から小石川後楽園を含む一帯は、江戸時代には、水戸徳川家所有の小石川藩邸があった場所で、明治維新後、陸軍の東京砲兵工廠の敷地になっていた。
1923年の関東大震災で砲兵工廠の大半の建物が破壊された後、工廠の九州への移転が始まり、1937年には全部の移転が実現した。
小石川後楽園が1938年に再整備され一般公開された後も、後楽園北側の用地は空き地となっていたが、台地側の小石川陸軍工科学校跡地は、1940年に忠霊塔建設予定地となり、1942年には、東側の空地に防空緑地として礫川公園を建設することが都市計画東京地方委員会で審議され決定した。
1944年に連合軍よる東京空襲が始まると、付近は高射砲陣地となり、しばしば爆撃を受けた。
終戦後、失業対策事業として公園整備が行われ、1950年には礫川公園の施設買収費として東京都の予算に380万円が計上されたが、公園整備予定地には戦争で家を失った人々の仮小屋が立ち並び、1952年末には200余世帯、600人近くの人が住んでいた。
1954年より、民生局と東京都ならびに文京区は、これらの住人を不法占拠者として立ち退きを求め、収容施設に移るように促した。
東京都は敷地を中央大学・戦没者慰霊堂・都営住宅・公園用地に分割し、1960年には西の台地側に東京都戦没者霊苑を建設。1963年6月までに、道路および公園敷地からの住人退去が完了し、1964年に公園を造成整備して、1965年に文京区に移管した。
敷地内には、陸軍砲兵工科学校跡と諸工伝習所跡の記念碑がある。

## 主要な施設

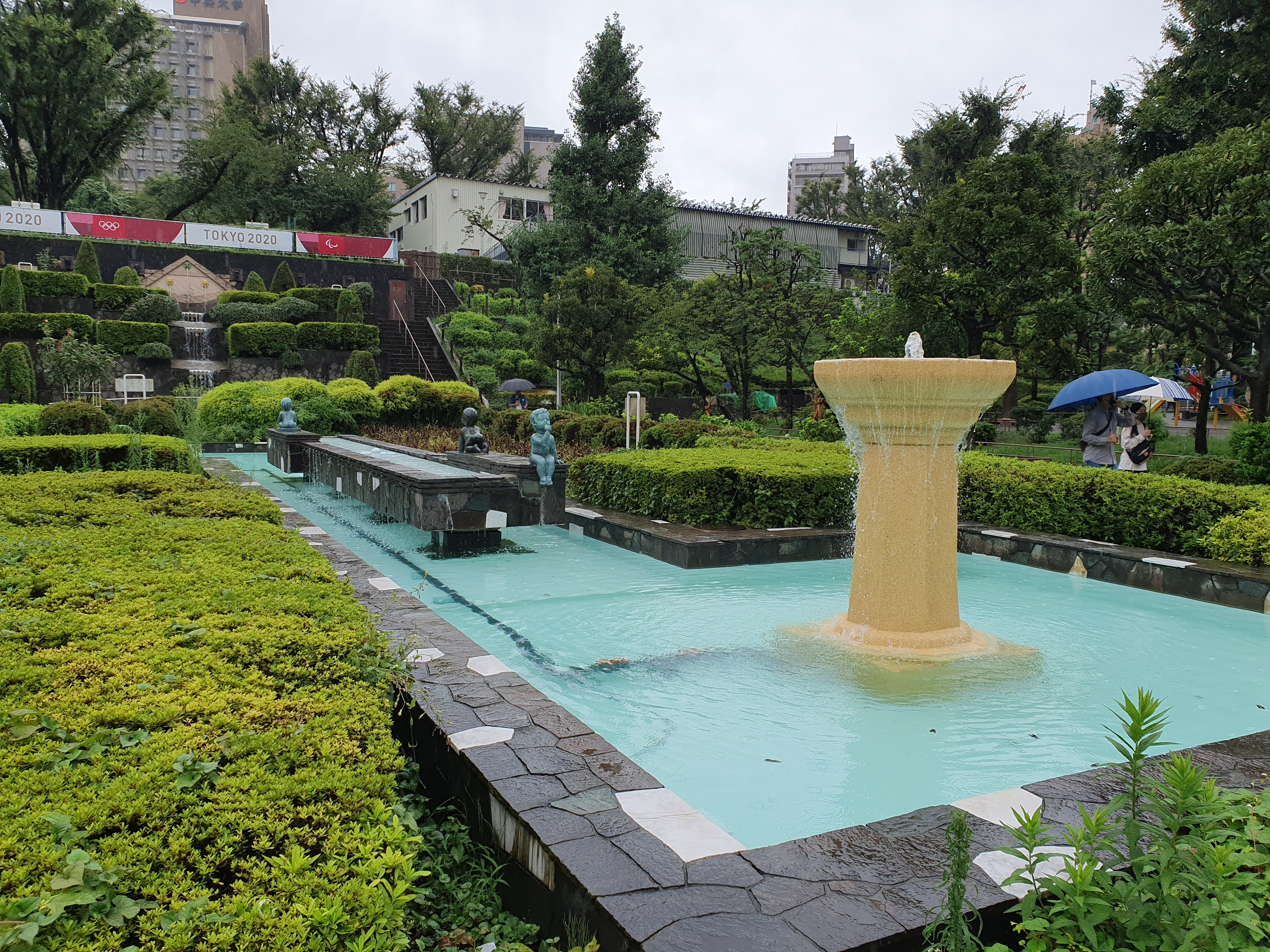

公園中央の高さ10m幅20mの三段カスケードによって、公園全体が階層上に分かれ、カスケード脇の階段で階層を行き来することができる。
カスケード最上部の壁面には、ブロンズ製の獅子の頭と羊の頭が据えつけられ、獅子の口から下の水槽に向かって水が噴き出す。
童謡『ちいさい秋みつけた』（サトウハチロー作詞）の中で、3番の歌詞のモデルになったハゼノキは、2001年（平成13年）、サトウハチローの旧宅を公開していた記念館跡地から、公園南側の植え込みに移植されている。その隣には、2002年（平成14年）に、幸田文の娘の青木玉が寄贈し、幸田文宅より移された、ハンカチノキも植えられている。
他に、3つの花壇があり、北東側の都営住宅に面した花壇は、宮沢賢治の設計をアレンジしたものである。

## アクセス
東京メトロ丸ノ内線・南北線の後楽園駅を出てすぐそば。

## 近隣の施設
- 小石川後楽園
- 中央大学
- 東京ドーム
- 文京シビックセンター